# 李ヨウ (1533年生の武臣)
李 𢧳（イ・ヨン、朝鮮語: 이용、1533年 - 1591年1月）は、李氏朝鮮中期の武臣・軍人。もとの名は戣（ギュ、규）。字は彦善。本貫は羽渓。1550年（明宗5年）武科に合格し、宣伝官、刑曹佐郎、1567年刑曹正郎、1580年（宣祖13年）吉州牧使、咸鏡南道兵馬節度使、1582年（宣祖15年）2月に咸鏡北道兵馬節度使等などを歴任した。1580年8月全羅左道水軍節度使に在職中、前任者成博の話を聞いて李舜臣を憎んだが、後日、李舜臣の人柄に感服して考えを変えた。1583年咸鏡南道兵馬節度使を務め中李舜臣を南兵営の軍官と乾元堡の権管に推薦する。

## 生涯
1550年（明宗5年）武科に合格し、宣伝官、刑曹佐郎に在職中、1560年（明宗15年）順懐世子が明から世子冊封を受ける、これを記念する別試武科を実施するとき、高敬命・権轍等と一緒に試験参考官の一人となった。1567年刑曹正郎、以後、慶尚右道水軍節度使等などを歴任した。
1580年（宣祖13年）2月に吉州牧使として赴任したが、同年8月に遞職され、全羅左道水軍節度使に赴任した。全羅左道水軍節度使の赴任直後、彼の前任者成博または徐益の話を聞いて李舜臣を憎んで、全羅左道水軍節度使赴任初期、彼は左水営管下の5つの浦口、鉢浦鎮、呂島鎮、蛇渡鎮、鹿島鎮、防踏鎮等を点検した。この時、他の4つ浦口離脱者は報告せず、李舜臣が直指揮する砲口の3人だけ報告した。李舜臣は、他の4つ砲口の結果を調査して報告しようとしてみましょう、彼はすぐに状啓を回収した。これ彼に、李舜臣の人事考課を低点を与え、朝鮮政府に報告したが、全羅道道事で新規赴任した趙憲の抗議に後ろ修正しました。この時、彼は前任者成博または徐益の言葉を聞い李舜臣を憎むしたが、一緒に勤務し李舜臣の人柄に感服して考えを変えた。後に李𢧳は咸鏡南道兵馬節度使赴任時、自分の軍官と乾元堡の権管に李舜臣を積極的に推薦した。
1582年（宣祖15年）2月に咸鏡北道兵馬節度使として赴任したが、同年8月京城に官婢を連れてきて、自分の妾にしたという理由で高山驛察訪が状啓を上げ弾劾、彼を免官させた。
以降、咸鏡南道節制使と都巡察使を経て1583年（宣祖16年）1月に咸鏡南道兵馬節度使として赴任した。 2月に尼湯介などの国境地帯の女真族が奇襲攻撃して尼湯介の乱が発生すると、慶源府を陥落させよう兵馬使李済臣の急報を受けて、宣祖は呉澐と朴宣を助防将に任命、兵力8千人、まず送って李𢧳は防禦使に任命されたが、再び2月7日京畿道観察使鄭彦信を右参賛兼都巡察使に、李𢧳は咸鏡南道兵馬節度使に任命して兵力を支援することにした。同年7月に直接請願して、李舜臣が南兵営の軍官におすすめ、南兵営の軍官に来るようにした。その後、李舜臣は女真族の族長の一人である鬱只乃を誘引して捕獲したが、李舜臣との間がない良かった金禹瑞はこれを見ていなかった。以来、彼は任期満了された李舜臣を乾元堡の権管に推薦した。その後、彼は咸鏡北道兵馬節度使を経て1587年（宣祖20年）7月4日仁川府使として赴任した。眼病を患っ彼1588年（宣祖21年）6月28日、目が暗いし承政院の提案さに解任された。墓地は京畿道果川市清渓北東は山の甲坐にある。
前妻の礪山宋氏は同知中枢府事宋孟璟の娘。後妻の漆原尹氏は県令贈議政府左賛成亀原府院君尹伊の長女で、尹卓然の姉。また、後妻の弟の尹卓然とは二重姻戚が、尹卓然は前妻の礪山宋氏の妹の夫。
彼の名前は、1990年代の韓国のコンピュータのユニコードフォントに表示されず、一部の漢字辞典にも表示されない場合は、史書に記録された彼の名前を読み出していないことがあった。